# Owen Gun
L’Owen Gun est un pistolet-mitrailleur conçu par Evelyn Owen et principalement utilisé par les forces armées australiennes.

## Historique
Au début de la Seconde Guerre mondiale, Evelyn Owen conçoit un pistolet-mitrailleur qu’il propose à l’armée australienne. L’offre est toutefois déclinée dans un premier temps, les militaires australiens pensant qu’il vont recevoir de grandes quantités de Sten du Royaume-Uni. Leur attente se révèle toutefois vaine : les Britanniques, ayant à peine assez d’armes pour eux-mêmes, préfèrent garder la production pour leurs propres besoins.
Ayant finalement décidé d’adopter l’arme, la mise en production est encore retardé par l’indécision autour de la munition à utiliser. Plusieurs modèles d’essai chambrés dans quatre calibres différents sont alors fabriqués et testés. Au terme des essais, c’est le 9 mm qui est retenu. La production débute en 1940 et s’interrompt en 1945, avant de reprendre en 1952.
La guerre du Viêtnam est le dernier conflit au cours duquel ce pistolet-mitrailleur a été utilisé.

## Description
L’Owen Gun est une arme dont le fonctionnement est conventionnel, à l’exception de l’emplacement du magasin, placé à la verticale au-dessus du corps de l’arme. Cette disposition inhabituelle ne semble toutefois pas avoir eu de motivation particulière. Une autre particularité de cette arme est que le canon peut être facilement remplacé. Là encore les motivations ne sont pas claires, cette fonctionnalité n’ayant pas d’intérêt particulier pour les militaires.
L’arme a fait l’objet de modifications mineures en cours de production. Certains exemplaires disposent ainsi d’une crosse en bois, tandis que d’autre ont une crosse constituée d’une armature métallique. Les exemplaires produits à partir de 1952 disposent en outre d’un tenon permettant de fixer une baïonnette sur le canon. Il est assez fréquent que l’arme soit peintes sur le terrain avec un motif de camouflage.
L’Owen Gun est une arme réputée pour sa robustesse et sa capacité à fonctionner dans presque toutes les conditions. Elle a ainsi été particulièrement appréciée par les soldats australiens pour les combats rapprochés dans la jungle.